# Emilio Jacinto y Dizon

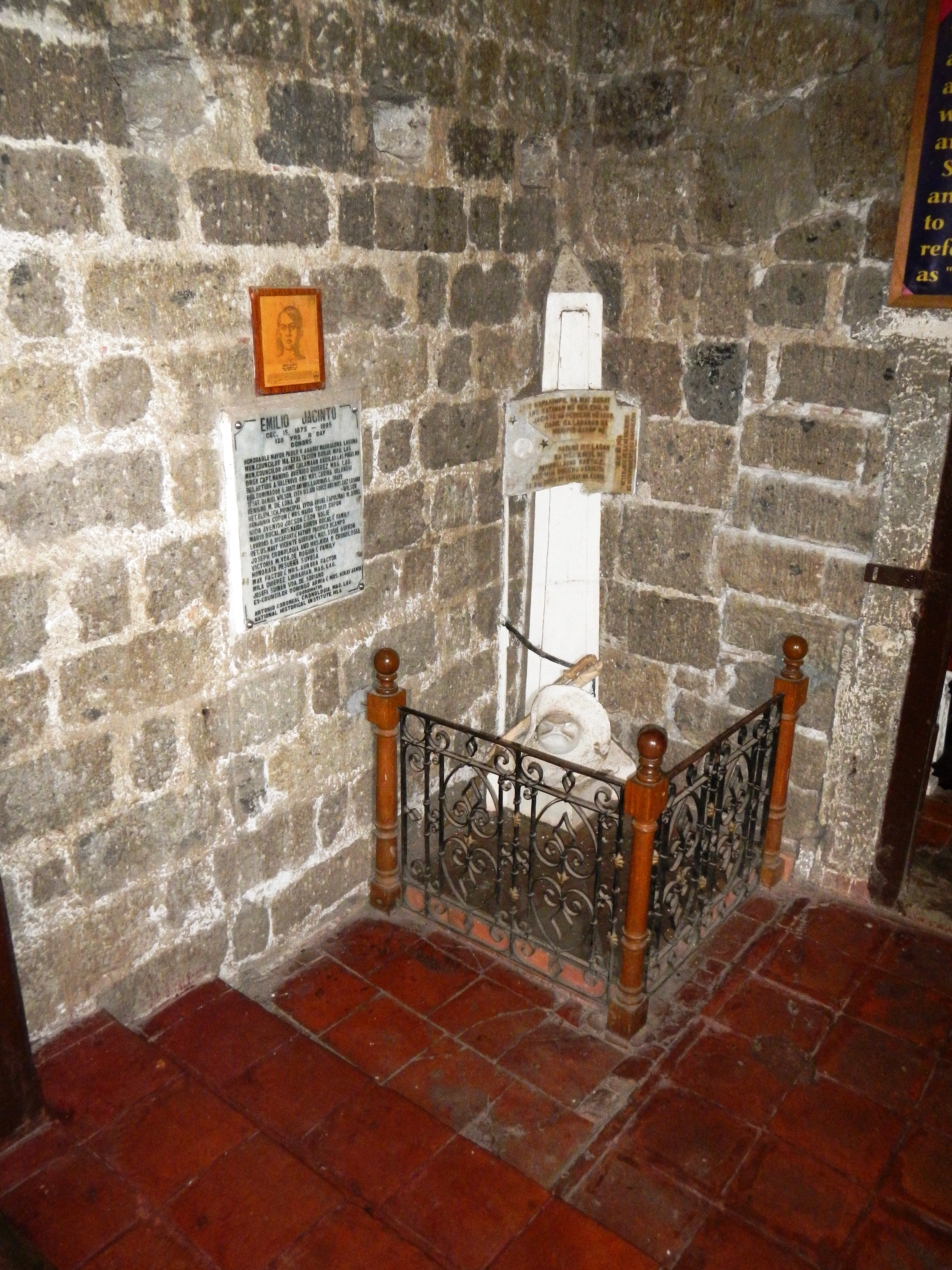
Marcador a la parròquia de Santa Maria Magdalena a Magdalena, Laguna, on Jacinto va instal·lar la seva base mentre es recuperava d'una ferida de bala

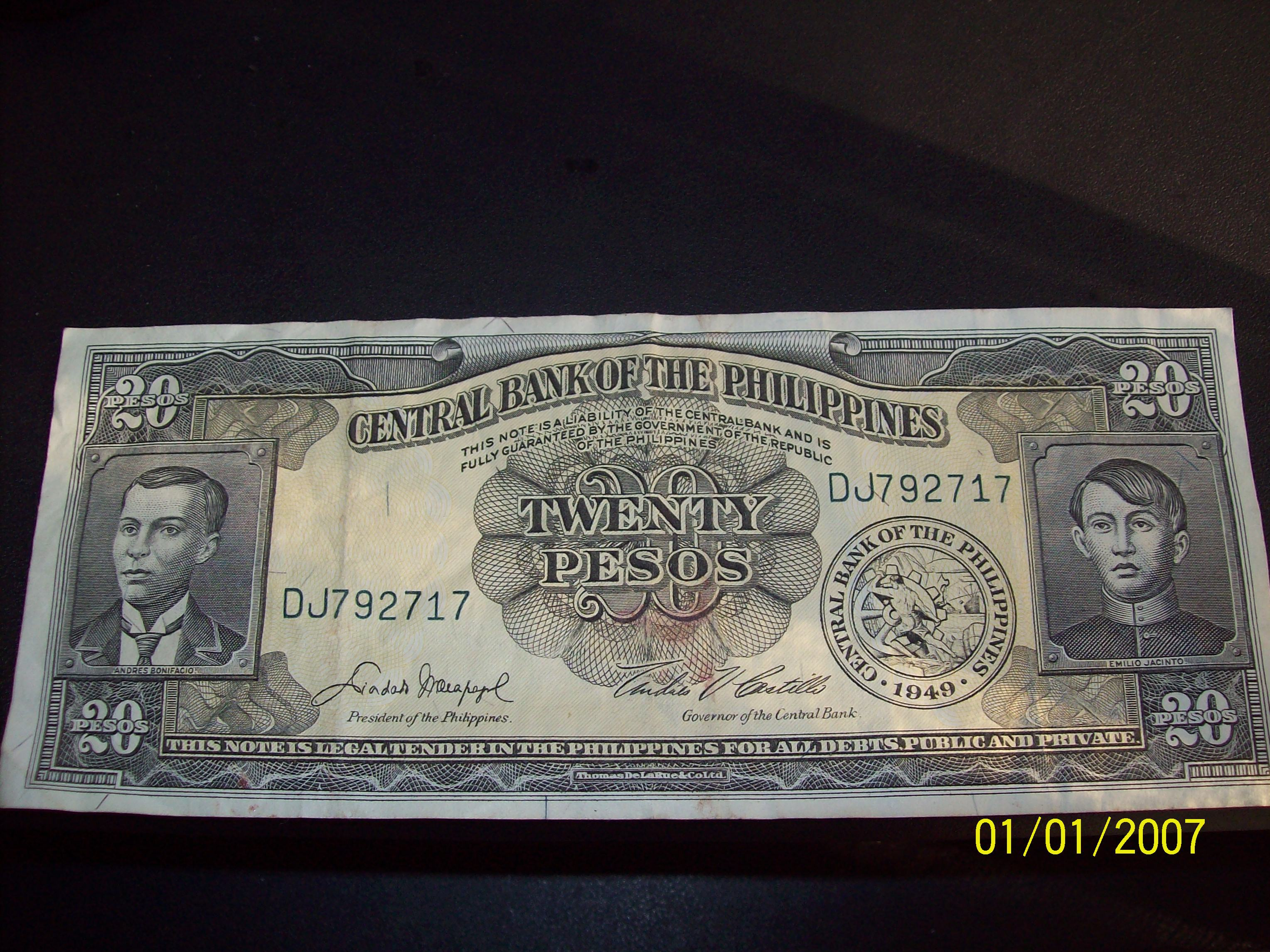
Antic bitllet de 20 pesos on apareixen Emilio Jacinto i Andrés Bonifacio

El monument nou d'Emilio Jacinto a Magdalena (Laguna), inaugurat l'abril de 2017

Emilio Jacinto y Dizon   (Manila, 15 de desembre de 1875 - Magdalena, 16 d'abril de 1899) va ser un general filipí durant la Revolució Filipina. Va ser un dels oficials de major rang de la Revolució, així com de la societat revolucionària Kataas-taasan, Kagalang-galang na Katipunan ng mga Anak ng Bayan, o més popularment Katipunan, essent un membre del seu Consell Suprem. Va ser escollit Secretari d'Estatal del Haring Bayang Katagalugan, un govern revolucionari establert durant l'esclat de les hostilitats. És conegut en els llibres de text d'història de les Filipines com els Cervells del Katipunan, mentre que alguns defensen que hauria de ser reconegut com els "Cervells de la Revolució" (filipí: Utak ng Himagsikan, un títol que és normalment atorgat a Apolinario Mabini). Jacinto era present en l'anomenada Crida de Pugad Lawin (o Crida de Balintawak) amb Andrés Bonifacio, el Supremo (President Suprem) dels Katipunan, i altres dels seus membres que van significar l'inici de la Revolució contra el govern colonial espanyol en les illes.

## Biografia
Nascut a Tondo, Manila, Emilio Jacinto parlava castellà i tagal amb fluïdesa. Va assistir a la Universitat San Juan de Letran, i posteriorment fou traslladat a la Universitat de Santo Tomas per estudiar dret. Manuel Quezon, Sergio Osmeña i Juan Sumulong en van ser els seus companys. No va finalitzar els estudis universitaris i, a l'edat de 19 anys, va unir-se a la societat secreta anomenada Katipunan. Es va convertir en assessor en temes fiscals i secretari d'Andrés Bonifacio. Posteriorment es va donar a conèixer com a Utak ng Katipunan (cervell de Katipunan). Ell i Bonifacio també es van fer amics d'Apolinario Mabini quan van intentar continuar La Liga Filipina de José Rizal.
Jacinto també va escriure pel Katipunan el diari anomenat Kalayaan. Va escriure en aquest diari sota el nom de ploma "Dimasilaw", i va utilitzar l'àlies "Pingkian" en el Katipunan. Jacinto també va ser l'autor del Kartilya ng Katipunan.
Després de l'execució de Bonifacio, Jacinto va continuar amb la pressió amb el Katipunan. Com el general Mariano Álvarez, va rebutjar unir-se a les forces del general Emilio Aguinaldo, el dirigent de la facció Magdalo de la Katipunan. Jacinto va viure a Laguna i també es va unir a la milícia que lluitava contra els espanyols. Jacinto va contreure malària i va morir el 16 d'abril de 1899 al barangay Alipit, Santa Cruz, Laguna. Les seves restes van ser inhumades inicialment al barangay San Juan, Santa Cruz, Laguna, i van ser traslladades al Cementiri Nord de Manila uns quants anys més tard, i finalment es van traslladar les seves restes al Himlayang Pilipino Memorial Park de Quezon City.
Es va casar amb Catalina de Jesús, que estava embarassada en el moment de la seva mort.

## Obres
- Katipunan nang Manga A. N. B. (també conegut com el "Kartilya", c. 1895), un llibre d'estil del Katipunan
- "¡¡Gising Na Mga Tagalog!!" (1895), un assaig sense publicar
- Liwanag A Dilim (1896), una col·lecció d'assajos
- "A la patria" (1897), un poema
- "Sa Bayang Tinubuan", un poema no publicat

## Homenatges
En la dècada de 1970, les restes de Jacinto van ser traslladades i consagrades al Himlayang Pilipino Memorial Park de Quezon City. Al santuari hi ha una escultura de bronze a grandària real d'un Jacinto desafiant que munta a cavall durant els seus dies com a revolucionari. Una altra estàtua de Jacinto està localitzada al Jardí Mehan. Un altre monument de Jacinto va ser inaugurat en la ciutat de Magdalena, Laguna el 17 d'abril de 2017.
Es va utilitzar un retrat de Jacinto per il·lustrar els bitllets de 20 pesos antics que van circular entre 1949 i 1969, i també en les monedes de 20 cèntims vells.

## Cultura popular
- Representat per Smokey Manaloto en la sèrie de televisió Bayani de 1995, en l'episodi "Andrés Bonifacio: KKK".
- Representat per Cris Villanueva en la sèrie de televisió Bayani de 1996, durant 2 episodis.
- Representat per Alvin Aragon en el Music Video GMA Lupang Hinirang oficial de 2010
- Representat per RJ Agustin en la sèrie de televisió de 2013 Katipunan.
- Representat per Joem Bascon en la pel·lícula de 2014 Bonifacio: Ang Unang Pangulo.